# 鲁布·比约克曼
鲁布·比约克曼（英語：Rube Bjorkman，1929年2月27日—），生于明尼苏达州罗索，美国男子冰球运动员。他曾代表美国国家队参加1952年冬季奥林匹克运动会冰球比赛，获得一枚银牌。